# Gerätedatei
Gerätedateien (englisch device file) sind spezielle Dateien, die unter fast allen Unix-Derivaten und vielen anderen Betriebssystemen genutzt werden. Sie ermöglichen eine einfache Kommunikation zwischen Userspace, zum Beispiel gewöhnlichen Anwenderprogrammen, und dem Kernel und damit letztlich der Hardware eines Computers. Diese Kommunikation ist transparent, da Gerätedateien wie normale Dateien verwendet werden.

## Gerätedateien unter Unix

### Typen von Gerätedateien
Die Dateisysteme von Unix- und ähnlichen Betriebssystemen unterscheiden zwischen „normalen“ Dateien (binär/ASCII), Verzeichnissen, Named Pipes (auch FIFOs genannt), Symbolische Verknüpfungen, Sockets und Datenblöcken. Während „normale“ Dateien und Verzeichnisse zum Standardfunktionsumfang gewöhnlicher Dateisysteme gehören, spielen bereits Named Pipes eine Sonderrolle, zählen aber nicht zu den Gerätedateien. Erst bei den letzten drei Typen handelt es sich um Gerätedateien. Somit wird zwischen drei Typen von Gerätedateien unterschieden:
- character devices: zeichenorientierte Geräte
- block devices: blockorientierte Geräte
- socket devices: socketorientierte Geräte

Zur Ausgabe des Typs einer (Geräte-)Datei eignen sich Befehle wie ls oder file.

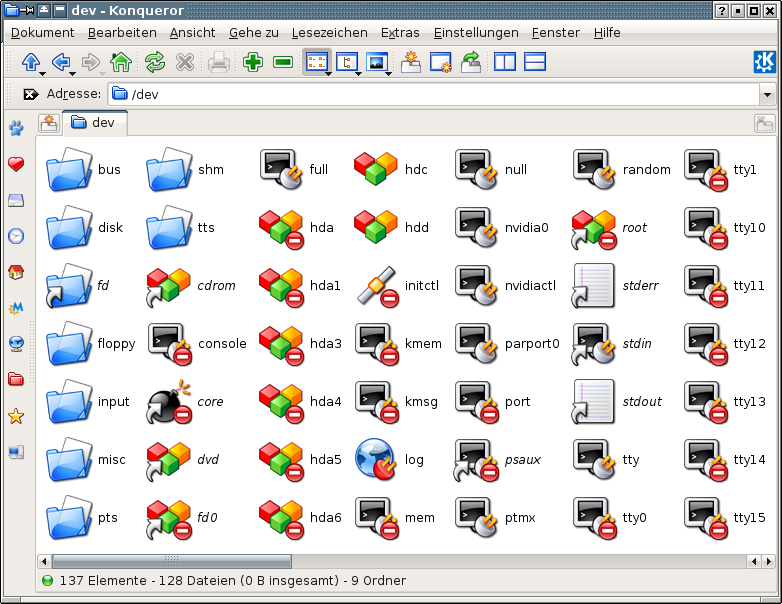
/dev im Dateisystembrowser Konqueror. Zu sehen sind die Icons der vielen verschiedenen Gerätedateien

Da meist für jedes Gerät eine eigene Gerätedatei existiert, sammelte man bereits in frühen Versionen von Unix diese Dateien im Verzeichnis /dev. Mit dem Filesystem Hierarchy Standard ist dieses Vorgehen für Linux standardisiert worden (Solaris führt die Gerätedateien unter dem virtuellen Dateisystem in /devices und generiert automatisiert Symlinks die von /dev zu den eigentlichen Dateien in /devices zeigen), ferner ist vorgeschrieben, welche Gerätedateien in diesem Verzeichnis unter welchem Namen existieren müssen (siehe dazu die Listen weiter unten). Moderne Unix-Derivate benutzen oft spezielle (virtuelle) Dateisysteme, um dieses Verzeichnis aktuell zu halten. Unter Linux war dafür lange Zeit devfs populär, mittlerweile sorgt udev für die Verwaltung der Gerätedateien.
Gerätedateien werden als Schnittstelle zwischen Gerätetreibern oder Systemkomponenten und Anwendungsprogrammen, die im Userspace ablaufen, genutzt. So druckt man beispielsweise auf einem LPT-Drucker, der über die parallele Schnittstelle an den Computer angeschlossen ist, indem man Text direkt in die Gerätedatei /dev/lp0 schreibt. Durch das Konzept der Gerätedateien sind Programme prinzipiell von den Gerätetreibern, die im Kernel agieren, getrennt. Außerdem erscheint die Benutzung eines Gerätes völlig transparent – man muss nicht erst ein spezielles Programm nutzen, sondern kann in eine Datei schreiben, die quasi dem Drucker entspricht. Dies ermöglicht eine intuitive Benutzung der Hardware.
Das Konzept der Gerätedateien ist eine der Grundlagen für den Unix-Grundsatz Alles ist eine Datei und wurde beispielsweise mit Ansätzen wie dem Derivat Plan 9 ausgebaut.

#### Blockorientierte Geräte
Blockorientierte Geräte (auch Blockspeichergerät, Blockgerät oder engl. block device) übertragen Daten in Datenblöcken und werden daher oft für parallele Datenübertragungen genutzt. Alle diese Geräte nutzen den betriebssystemeigenen Puffer.
| Beschreibung des Geräts                                                               | Linux     | FreeBSD | NetBSD/OpenBSD | macOS   | Solaris  |
| ------------------------------------------------------------------------------------- | --------- | ------- | -------------- | ------- | -------- |
| 1. Diskettenlaufwerk                                                                  | fd0       |         |                |         |          |
| IDE-Festplatte oder IDE-CD-ROM-Laufwerk am 1. Anschluss Master (in Linux)             | hda       | ad0     | wd0            |         |          |
| IDE-Festplatte oder IDE-CD-ROM-Laufwerk am 1. Anschluss Slave                         | hdb       | ad1     |                |         |          |
| 1. primäre Partition der ersten IDE-Platte                                            | hda1      |         |                |         |          |
| 15. logische Partition der ersten IDE-Platte                                          | hda15     |         |                |         |          |
| 1. Slice der ersten IDE-Platte                                                        |           | ad0s1   |                |         |          |
| 15. Slice der ersten IDE-Platte                                                       |           | ad0s15  |                |         |          |
| 1. Partition im 1. Slice der ersten IDE-Platte                                        |           | ad0s1a  |                |         |          |
| 2. Partition im 1. Slice der ersten IDE-Platte                                        |           | ad0s1b  |                |         |          |
| IDE-CD-ROM-Laufwerk am 1. Anschluss Master                                            |           | acd0    |                |         |          |
| IDE-CD-ROM-Laufwerk am 1. Anschluss Slave                                             |           | acd1    |                |         |          |
| 1. SCSI-CD-ROM-Laufwerk                                                               | scd0      | cd0     |                |         |          |
| SCSI-(Wechsel-)Platte, kleinste SCSI-ID                                               | sda       |         |                | disk0   |          |
| SCSI-(Wechsel-)Platte, nächstgrößere SCSI-ID                                          | sdb       |         |                | disk1   |          |
| 1. primäre Partition der ersten SCSI-(Wechsel-)Platte                                 | sda1      |         |                | disk0s0 |          |
| 11. logische Partition der ersten SCSI-(Wechsel-)Platte                               | sda15     |         |                |         |          |
| SCSI-(Wechsel-)Platte, kleinste SCSI-ID                                               |           | da0     |                | disk0   |          |
| 5. Partition im 2. Slice der 2. SCSI-(Wechsel-)Platte                                 |           | da1s2e  |                |         |          |
| am C-ten SCSI-Controller mit SCSI-ID=T die D-te Festplatte und auf ihr das S-te Slice |           |         |                |         | cCtTdDsS |
| symbolische Verknüpfung auf CD-ROM-Laufwerk                                           | cdrom     |         |                |         |          |
| Der erste Namespace des ersten registrierten NVMe-Geräts                              | nvme0n1   |         |                |         |          |
| Die erste Partition des ersten Namespaces des ersten registrierten NVMe-Geräts        | nvme0n1p1 |         |                |         |          |

#### Zeichenorientierte Geräte
Zeichenorientierte Geräte übertragen nur ein Zeichen (typischerweise ein Byte) zur selben Zeit, sind also der seriellen Datenübertragung zuzusprechen. Meist, aber nicht immer, werden Daten ungepuffert – also sofort – übertragen.
| Beschreibung des Geräts | Linux     | DOS/Windows | macOS           |
| --- | --------- | ----------- | --------------- |
| 1. Serielle Schnittstelle | ttyS0     | COM         |                 |
| 1. Parallele Schnittstelle | lp0       | LPT1        |                 |
| 2. Parallele Schnittstelle | lp1       | LPT2        |                 |
| symbolische Verknüpfungen für Pseudoterminals | ttyX      |             |                 |
| Gerätedateien für USB-Geräte sowie alle virtuellen Gerätedateien | usbdev1.1 |             |                 |
| symbolische Verknüpfung auf Maus-Gerätedatei | mouse     |             |                 |
| Datei eines Framebuffers (z. B. Monitor) | fbX       |             |                 |
| Laufwerksdatei im Zeichenmodus (macOS). rdisk0, rdisk1, … entspricht hier der ersten, zweiten, … Festplatte als Gerät an sich, während rdisk0s1 beispielsweise die erste Partition auf der ersten Festplatte ist. |           |             | rdisk# rdisk#s# |
| Der Geräte-Controller des ersten registrierten NVMe-Geräts | nvme0     |             |                 |

Die Netzwerkkarten (zum Beispiel Ethernet, ISDN) werden unter Linux nicht über Gerätedateien, sondern über den TCP/IP-Stack angesprochen, gleichwohl existieren oft auch Gerätedateien für Spezialanwendungen wie etwa zur direkten Ansteuerung der Hardware (Netlink Device, D-Kanal etc.).

#### Socketorientierte Geräte
Bei socketorientierten Geräten handelt es sich nicht um Gerätedateien, sondern eine Form von Interprozesskommunikation. Wie FIFOs sind sie damit keine Gerätedateien, können aber auch zur Kommunikation mit dem Kernel eingesetzt werden und nehmen dabei eine ähnliche Aufgabe wahr wie zeichenorientierte Geräte.
| Dateiname    | Bedeutung                           |
| ------------ | ----------------------------------- |
| /dev/log     | Socket für den syslog-Daemon        |
| /dev/gpmdata | Socket für den GPM-Maus-Multiplexer |
| /dev/printer | Socket für lpd                      |

### Unechte Geräte
Eine Gerätedatei muss nicht mit einem real existierenden Gerät korrespondieren, sondern kann auch für ein sogenanntes virtuelles Gerät (virtual device) bzw. Pseudogerät (pseudo-device) stehen. Das ist ein Arbeitsmittel, dessen Funktionsweise vom Betriebssystem (Kernel, Kernelerweiterung, Treiber) gehandhabt wird.
Anders als der Begriff virtuelles Gerät vermuten lässt, wird hier nicht unbedingt ein physisches Gerät nachgebildet (vgl. Virtualisierung).
Nachfolgend eine Liste der verbreitetsten Pseudogeräte (alle zeichenorientiert) in Unix- und ähnlichen Systemen:
| /dev/null    | verwirft jede Eingabe ohne eine Ausgabe zu produzieren |
| /dev/zero    | produziert einen Zeichenstrom, der nur aus Nullzeichen (in C-Notation: '\0') besteht                                                                                   |
| /dev/full    | produziert einen Zeichenstrom, der beim Lesezugriff nur aus Nullzeichen (in C-Notation: '\0') besteht. Bei Schreibzugriffen gibt es einen ENOSPC ("disk full") Fehler. |
| /dev/random  | produziert echte Zufallszahlen oder wenigstens kryptografisch starke Pseudozufallszahlen (meist anhand von Hardware-Eingaben)                                          |
| /dev/urandom | produziert Pseudozufallszahlen (meist im Gegensatz zu /dev/random ohne zu blockieren, wenn keine Hardwaredaten anfallen)                                               |

### Verwaltung der Gerätedateien am Beispiel Linux
Zum Erstellen von Gerätedateien dient das linuxspezifische Kommando mknod, welches zum Erstellen einer Gerätedatei die zugehörige Major- und Minor number benötigt.
Wenn ein Benutzer bei frühen Linux-Versionen einen neuen Treiber installiert hat, so mussten eine oder mehrere Gerätedateien mit diesem mknod-Kommando unter Zuhilfenahme der Treiberdokumentation und unter Angabe der notwendigen Major/Minor-Number angelegt werden, um die benötigte Schnittstelle zu schaffen. Viele Linux-Distributionen lieferten daher im /dev-Verzeichnisbaum bereits tausende von Gerätedateien mit, ungeachtet ob diese jemals benötigt werden würden. Dies war einerseits unübersichtlich, andererseits war es schwierig, automatisch neue Treiber für neue Hardware zu laden, da die Gerätedateien immer manuell gepflegt werden mussten.
Innerhalb mehrerer Jahre und Kernel-Releases wurden so zwei neue Konzepte entwickelt:

#### devfs
Im Linux-Kernelbaum 2.2 wurde das devfs eingeführt. Die zugrundeliegende Idee war, dass die Kernel-Module selbst Informationen zu den Namen der Gerätedateien, die sie erzeugen, neben den Minor und Major Numbers sowie dem Typ mit sich führen. Dadurch konnte der Kernel erstmals die Erzeugung der Gerätedateien selbst übernehmen.
Die benötigten bzw. vom Kernel und seinen Modulen gestellten Gerätedateien hat der Kernel anschließend automatisch in dem devfs-Dateisystem mit Hilfe des devfsd-Daemons erstellt. Das Dateisystem wurde dabei üblicherweise im Verzeichnis /dev gemountet.

#### udev
Nach reiflicher Überlegung schien das System mit devfs doch zu unflexibel. Gefordert wurde ein System, das beim Einstecken neuer Hardware reagiert (Hotplugging), die entsprechenden Kernelmodule lädt und die Gerätedateien anlegt und beim Ausstecken der Geräte diese wieder entfernt. Zusätzlich sollte es möglich sein, über ein Regelwerk selbst zu definieren, welches Namensschema man für seine Gerätedateien anwenden möchte, wie diese in Unterverzeichnissen strukturiert werden sollen etc.
Mit der Einführung von Kernel 2.6 wurde udev dieses neue Geräteverwaltungskonzept. Ähnlich wie bei devfs gibt es auch hier einen Daemon der im Userspace läuft und die eigentliche Arbeit erledigt. Bei udev kommt jedoch kein eigenes Dateisystem zum Einsatz, außerdem ist die notwendige Kernelkomponente deutlich schlanker, also kleiner und einfacher.

## Gerätedateien unter Windows
Auch unter Windows gibt es Gerätedateien: Auf sie kann man als Programmierer mittels der Subroutine CreateFile() zugreifen. Der Name einer Gerätedatei hat das Format \\.\NAME. Gerätedateien sind nicht, wie unter Unix, unter gewöhnlichen Verzeichnissen anzutreffen, die Kommunikation erfolgt entsprechend auch nicht (für den Benutzer) transparent. Im Allgemeinen hat man als Benutzer mit der Windows-Shell keine Möglichkeit, mit den Gerätedateien in Berührung zu kommen.